# Acanthoceto pichi
Acanthoceto pichi är en spindelart som beskrevs av Ramírez 1997. Acanthoceto pichi ingår i släktet Acanthoceto och familjen spökspindlar. Inga underarter finns listade i Catalogue of Life.